# Zafos Xagoraris
Zafos Xagoraris (* 1963 in Athen) ist ein griechischer Klang- und Installationskünstler.

## Leben und Werk
Zafos Xagoraris studierte von 1983 bis 1988 Malerei an der Hochschule der Bildenden Künste Athen. Ein Stipendium ermöglichte es ihm, den Master of Science am Massachusetts Institute of Technology (MIT) zu absolvieren. Den Ph.D. erlangte er an der Nationalen Technischen Universität Athen. 2000 habilitierte er im Fach Philosophische Ästhetik. Nach Lehraufträgen und Gastprofessuren an verschiedenen Hochschulen folgte Xagoraris 2005 einem Ruf an die Hochschule der Bildenden Künste Athen.
Zafos Xagoraris arbeitet an einer Reihe von Klanginstallationen oder Aktionen im öffentlichen Raum, Zeichnungen und partizipativen Ereignissen, sowie Behinderungen von Audio- oder anderen Signalen.

## Ausstellungen (Auswahl)
- 2006: 27. Biennale von São Paulo, São Paulo
- 2008: Manifesta 7, Rovereto
- 2013: 4. Athens Biennale, Athen
- 2017: Documenta 14, Kassel und Athen
- 2019: 58. Biennale di Venezia, Venedig (mit Eva Stefani und Panos Charalambous)